# Andrew Cunanan
Andrew Phillip Cunanan (ur. 31 sierpnia 1969 w San Diego, zm. 23 lipca 1997 w Miami Beach) – amerykański seryjny morderca pochodzenia włosko-filipińskiego. W ciągu kilku miesięcy zamordował pięciu mężczyzn, m.in. włoskiego projektanta mody Gianniego Versace oraz dewelopera z Chicago, Lee Miglina. Seria morderstw Cunanana zakończyła się 23 lipca 1997 roku, kiedy popełnił samobójstwo, strzelając sobie w usta. W ostatnich latach życia Cunanan mieszkał w San Diego i był bezrobotny. Spotykał się z zamożnymi, starszymi mężczyznami i wydawał ich pieniądze. Aby zaimponować znajomym w lokalnej społeczności homoseksualistów, chwalił się imprezami towarzyskimi, w których brał udział i często opłacał rachunki w restauracjach.

## Życiorys
Był najmłodszym dzieckiem Filipińczyka Modesto Cunanana, oficera marynarki, który służył w Wietnamie, i Mary Anne Cunanan, z pochodzenia Włoszki, katoliczki, która leczyła się na depresję. Ojciec poświęcał mu całą swoją uwagę, zaniedbując inne dzieci. Chłopiec sprawiał wrażenie całkowicie normalnego, jednak w rzeczywistości już od najmłodszych lat miał makabryczne myśli. Był określany geniuszem – jego iloraz inteligencji wynosił 147. W wieku dziesięciu lat znał na pamięć całą encyklopedię. Uczęszczał do prywatnej szkoły w San Diego. W szkole średniej opisywany był jako towarzyski, pełen życia i pewny siebie chłopak. Po zakończeniu szkoły średniej zaczął studiować historię na Uniwersytecie Kalifornijskim.
Był homoseksualistą regularnie odwiedzającym kluby gejowskie. Utrzymywał się z prostytucji. Uwielbiał luksus i wygodę. Wstydząc się swojego pochodzenia, często przedstawiał się jako Andrew DeSilva lub David Morales.

## Morderstwa

### Wykaz ofiar
| Lp. | Nazwisko       | Wiek | Miejsce morderstwa  | Stan       | Data morderstwa  |
| --- | -------------- | ---- | ------------------- | ---------- | ---------------- |
| 1.  | Jeffrey Trail  | 28   | Minneapolis         | Minnesota  | 27 kwietnia 1997 |
| 2.  | David Madson   | 33   | Rush City           | Minnesota  | 2 maja 1997      |
| 3.  | Lee Miglin     | 72   | Chicago             | Illinois   | 4 maja 1997      |
| 4.  | William Reese  | 45   | Pennsville Township | New Jersey | 9 maja 1997      |
| 5.  | Gianni Versace | 50   | Miami Beach         | Floryda    | 15 lipca 1997    |

### Jeffrey Trail
Seria zabójstw rozpoczęła się w Minneapolis 27 kwietnia 1997 roku od morderstwa bliskiego przyjaciela i byłego kochanka, 28-letniego Jeffreya Traila. Po kłótni Cunanan zabił Traila młotkiem. Ciało zawinął w dywan i zostawił w mieszkaniu na poddaszu, należącym do architekta Davida Madsona.

### David Madson
33-letni David Madson, który rzekomo był  miłością życia Cunanana, stał się drugą ofiarą. Jego ciało odnaleziono 3 maja na wschodnim brzegu jeziora Rush Lake, niedaleko miasta Rush City w stanie Minnesota. Otrzymał rany postrzałowe w plecy i głowę z pistoletu, który Cunanan zabrał z domu Traila.

### Lee Miglin
4 maja Cunanan przyjechał do Chicago i zamordował znanego dewelopera nieruchomości, 72-letniego Lee Miglina. Związał mu ręce i stopy, głowę owinął taśmą klejącą. Ponad 20 razy dźgnął ofiarę śrubokrętem i poderżnął jej gardło piłą do metalu. Po zabójstwie ukradł samochód. Po tym morderstwie, znalazł się na liście FBI najbardziej poszukiwanych ludzi w kraju.

### William Reese
Pięć dni później Cunanan zastrzelił 45-letniego dozorcę, Williama Reese'a, na cmentarzu narodowym Finn's Point w Pennsville Township (stan New Jersey). Ukradł jego czerwoną furgonetkę i udał się na Florydę. Podczas gdy próba złapania go ograniczała się do namierzania furgonetki, Cunanan przez dwa miesiące przebywał na Florydzie. Użył swojego prawdziwego nazwiska w celu zastawienia skradzionego przedmiotu, mimo iż wiedział, że policja rutynowo sprawdza sprzedaż w lombardach.

### Gianni Versace
15 lipca Cunanan zamordował włoskiego projektanta mody Gianniego Versace, strzelając do niego dwukrotnie w głowę na schodach jego willi Casa Casuarina w Miami Beach. Świadek ścigał Cunanana, ale nie był w stanie go złapać. Jednostka policji, która otrzymała zgłoszenie, znalazła w pobliskim garażu skradziony pojazd Reese'a. Były w nim ubrania Cunanana, paszport Sealandu oraz wycinki prasowe dotyczące zabójstw Cunanana.

## Śmierć
Zmarł 23 lipca 1997 roku w Miami Beach w wieku 27 lat śmiercią samobójczą, postrzelił się w usta tą samą bronią, którą zastrzelił ostatnią jego ofiarę Gianniego Versace.